# Мы — женщины
«Мы — женщины» (итал. Siamo donne) — киноальманах, состоящий из нескольких эпизодов, в которых рассказываются небольшие истории из жизни знаменитых актрис.

## Структура
Эпизод «Конкурс „Четыре актрисы — одна надежда“»
- Режиссёр: Альфредо Гуарини.
- Сценарий: Чезаре Дзаваттини, Альфредо Гуарини.
- В ролях: Анна Амендола, Эмма Даниэли, Кристина Дориа, Кристина Фантони и другие.
- Оператор: Доменико Скала.
- Сюжет: Эпизод рассказывает о конкурсе «Четыре актрисы — одна надежда», целью которого является отбор одной молодой актрисы для участия в фильме «Мы — женщины». Рассказ ведется от лица Анны Амендолы, мечтающей о карьере актрисы и участвующей в пробах.

Эпизод «Алида Валли»
- Режиссёр: Джанни Франчолини.
- Сценарий: Чезаре Дзаваттини, Луиджи Кьярини, Джанни Франчолини.
- Оператор: Энцо Серафин.
- Сюжет: Алида Валли, устав от многочисленных приемов, принимает приглашение своей массажистки Анны и приезжает на её свадьбу. Однако, оказавшись в кругу простых людей, она вынуждена вновь играть роль кинозвезды.

Эпизод «Ингрид Бергман»
- Режиссёр: Роберто Росселлини.
- Сценарий: Чезаре Дзаваттини, Луиджи Кьярини, Роберто Росселлини.
- Оператор: Отелло Мартелли.
- Сюжет: Ингрид Бергман замечает, что розы в её саду, которым она уделяла много внимания, уничтожены, и вскоре выясняет, что виновница этого — курица живущей по соседству бывшей владелицы дома. Актриса начинает борьбу с птицей и её хозяйкой...

Эпизод «Иза Миранда»
- Режиссёр: Луиджи Дзампа.
- Сценарий: Чезаре Дзаваттини, Луиджи Кьярини, Луиджи Дзампа.
- Оператор: Доменико Скала.
- Сюжет: Иза Миранда добилась большого успеха как актриса, однако у неё нет детей. Однажды, по пути из дома в студию, она слышит звук взрыва и видит мальчика с окровавленной рукой. Актриса отвезла его в больницу, а потом к нему домой, к братьям и сёстрам. Этот случай заставил её пожалеть об отсутствии детей.

Эпизод «Анна Маньяни»
- Режиссёр: Лукино Висконти.
- Сценарий: Чезаре Дзаваттини, Сузо Чекки Д'Амико, Лукино Висконти.
- Оператор: Габор Погани.
- Сюжет: Анна Маньяни рассказывает забавную историю из своей жизни. Приехав на такси в театр, она вступает с водителем в спор о том, нужно ли платить дополнительно 1 лиру за провоз собаки. Всё зависит от размера животного: за собак малого размера доплачивать не требуется. Однако как определить, малого ли размера её собака? Таксист утверждает, что нет. Анна отправляется в полицейский участок, чтобы определить истину...